# Мишланов, Валерий Александрович
Вале́рий Алекса́ндрович Мишла́нов (род. 29 января 1950, Молотов, СССР) — советский и российский лингвист, специалист в области истории русского языка, закономерностей речевого взаимодействия, лингвокриминалистики и религиозной культуры речи. Доктор филологических наук (1996), профессор (1999). Профессор кафедры теоретического и прикладного языкознания и профессор кафедры журналистики и массовых коммуникаций филологического факультета Пермского университета и Пермской духовной семинарии, заведующий кафедрой речевой коммуникации ПГНИУ (2010–2013).

## Биография
В 1976 году окончил филологический факультет Пермского университета. Ученик Л. Н. Мурзина. В 1987 году в УрГУ защитил кандидатскую диссертацию «Генезис и деривация сложноподчиненных предложений с определительными придаточными в древнерусском языке», в 1996 году защитил там же докторскую диссертацию «Русское сложное предложение в свете динамического синтаксиса».
С 1980 года — научный сотрудник ПГУ (кафедра общего и славянского языкознания), в 1983—1986 годах был преподавателем русского языка в Кабульском университете (Афганистан), являлся членом методического совета по русскому языку при Аппарате экономического советника, членом отделения советско-афганской дружбы.
В 1989 году стажировался в Варшавском университете.
В 1992 году присвоено учёное звание доцента, а в 1999 году — профессора.
С 1998 по 2000 годы преподавал русский язык в г. Быдгощ (Польша).
С 2003 года — преподаватель церковнославянского языка в Пермском духовном училище (которое в 2009 году было преобразовано в семинарию).
В 2010—2013 годах — и. о. заведующего кафедрой речевой коммуникации на филологическом факультете Пермского университета. С 2014 года, после слияния на кафедр речевой коммуникации и журналистики — профессор кафедры журналистики и массовых коммуникаций ПГНИУ.
Член диссертационного совета Д 212.189.11 по защите докторских диссертаций при Пермском университете специальности 10.01.01 — Русская литература: 10.02.01 — Русский язык, 10.02.19 — Теория языка.
Опубликовал около 150 научных статей и 7 монографий.
Свободно владеет польским языком.

## Научная деятельность
Научные интересы проф. В. А. Мишланова лежат в области теоретического синтаксиса, исторического синтаксиса русского и других славянских языков, славянской этнолингвистики, а также теории и практики судебной лингвистической экспертизы текста. Развивая концепции деривационной грамматики, изложенные в трудах проф. Л. Н. Мурзина, В. А. Мишланов разработал новые методы синтаксических исследований, что позволило построить оригинальную типологию русского сложного предложения, в частности, по-новому интерпретировать способы подчинения, развившиеся в русском языке, и различные типы сложных предложений, создать динамическую концепцию словосочетания (предполагающую трактовку словосочетания как единицы синтаксиса текста), выявить в структуре русского предложения и словосочетания особенности, свидетельствующие о «быть-ориентации» русского синтаксиса, продолжающего в этом отношении тенденции развития праславянского языка.
В. А. Мишланов осветил многие проблемы изучения системы сложного предложения и синтаксиса текста церковнославянского языка и выдвинул гипотезу о церковнославянских истоках ряда синтаксических конструкций русского литературного языка (деепричастных оборотов, временных придаточных с союзом когда, относительных придаточных с местоимением который и др.).
Особое направление в научном творчестве В. А. Мишланова образуют изыскания, связанные с разработкой основ судебной лингвистики. В ряде статей, написанных в рамках этого направления, обосновывается необходимость выделения судебной лингвистики как особой дисциплины, имеющей предметом исследования конфликтный текст и ставящей основной целью теоретическое и методическое обеспечение судебно-лингвистической экспертизы такого текста, определяются наиболее важные проблемы формирующейся дисциплины, исследуются языковые и коммуникативные особенности текстов ненадлежащей рекламы, политического дискурса и др. Некоторые экспертизы, выполненные с участием В. А. Мишланова, получили критические отзывы.
В. А. Мишланову принадлежит около 150 научных трудов. Под его руководством защищены кандидатские диссертации по диалектному синтаксису, славянской этнолингвистике, жанрам церковно-религиозного стиля русского языка.

## Награды
- В 1983–1986 годах награждён грамотой ректора Кабульского университета, грамотой АЭС при посольстве СССР в Демократической республике Афганистан, грамотой ЦК НДПА.
- Медаль Министерства высшего и среднего специального образования СССР «За лучшую студенческую работу»  (1976).
- Нагрудный знак «Почётный работник высшего профессионального образования Российской Федерации» (2006).

## Избранные научные труды

### Монографии и учебные пособия
- Семантика и структура русского сложного предложения в свете динамического синтаксиса // Изд-во Пермск. ун-та, 1996. 270 с.
- Праславянский язык. Учебное пособие.  Пермь, Пермский ун-т. 2003. 160 с. (в соавторстве с С. Ю. Адливанкиным, И. А. Фроловой).
- Старославянский язык. Пособие для практических занятий. Пермь: ПГУ, 2008. 197 с.
- Основы прикладной лингвистики: теория и практика судебной лингвистической экспертизы текста. Пермь: ПГНИУ, 2011. 368 с. (в соавторстве с В. А. Салимовским и А. В. Головановой).

### Статьи
- Мишланов В. А. О предмете, актуальных проблемах и задачах судебной лингвистики // Коммуникативные технологии в образовании, бизнесе, политике и праве XXI века: Человек и его дискурс – 2: сб. науч. тр. Волгоград: изд-во «ПринТерра». 2006. С. 292–303.
- Мишланов В. А. Реклама как персуазивный речевой жанр // Современная торговля: теория, практика, инновации: сб. статей II Всерос. науч.-практ. конф. Пермь: Перм. ин-т (филиал) ГОУ ВПО «РГТЭУ», 2006. С. 328–335.
- Мишланов В. А. Языковые и речевые признаки манипулятивных текстов // Юрислингвистика-8: Русский язык и современное российское право: межвуз. сб. науч. ст. Кемерово–Барнаул, 2007. С. 203–216.
- Мишланов В. А. К вопросу о грамматической и коммуникативной природе сложноподчиненных предложений с «расчлененными» Т-К-союзами // Асимметрия как принцип функционирования языковых единиц: тр. гуманит. фак-та НГУ. Сер II. Сборники научных тр. Новосибирск: НГУ, 2008. С. 71–81.
- Мишланов В. А. Речевые конфликты и конфликтные тексты в деловом общении // Я и другой в пространстве текста. Пермь; Любляна, 2009. Вып. 2. С. 280–297.
- Мишланов В. А., Нецветаева Н. С. Коммуникативные стратегии и тактики в современном политическом дискурсе (на материале политической рекламы предвыборных кампаний 2003, 2007 и 2008 гг.) // Вестник Пермского университета. Российская и зарубежная филология. 2009. Вып. 6. С. 5–13.
- Мишланов В. А. Синтаксическая деривация в концепции Л. Н. Мурзина и актуальные проблемы русского синтаксиса // Вестник Пермского университета. Российская и зарубежная филология. 2010. Вып. 3 (9). С. 122–127.
- Мишланов В. А. Изъяснительные конструкции в деривационном аспекте // Вестник Пермского университета. Российская и зарубежная филология. 2010. Вып. 5 (11). С. 31–38.
- Мишланов В. А., Салимовский В. А. Диалогичность церковно-религиозных текстов // Вестник Пермского университета. Российская и зарубежная филология. 2010. Вып. 6 (12). С. 24–28.
- Мишланов В. А., Салимовский В. А. К теоретическим основаниям судебной лингвистики // Сибирский филологический журнал. Новосибирск, 2010. Вып. 4. С. 214–222.
- Мишланов В. А., Салимовский В. А. Этнический экстремизм в массовой коммуникации с точки зрения проблем судебной лингвистической экспертизы // Вестник Пермского университета. Российская и зарубежная филология. 2013. Вып. 4 (24). С. 63–75.